# Cameron Gordon
Cameron McAllan Gordon (1945) é um matemático britânico, que trabalha com topologia geométrica (dentre outros, teoria dos nós). É professor da Universidade do Texas em Austin.
Gordon obteve um doutorado em 1971 na Universidade de Cambridge, orientado por John F. P. Hudson, com a tese Knots and Embeddings.
Provou em 1987 com Marc Culler, John Edwin Luecke e Peter Shalen o Cyclic Surgery Theorem. Com base neste teorema mostrou com seu aluno de doutorado Luecke (1985) que os nós são determinados pelo seu complemento: todo homeomorfismo entre dois complementos de nó na esfera tridimensional pode ser expandido a um homeomorfismo da esfera tridimensional.
Participou da solução da conjectura de Smith (elaborada por Paul Althaus Smith). Com Andrew Casson introduziu os invariantes de Casson-Gordon na teoria dos nós e provou teoremas básicos sobre decomposições Heegaard fortemente irredutíveis.
Em 1999 foi Guggenheim fellow, foi Sloan fellow e é fellow da Sociedade Real de Edimburgo.
Foi palestrante convidado do Congresso Internacional de Matemáticos em Quioto (1990: Dehn surgery on knots).

## Obras
- Editor com Robion Kirby, Four-Manifold Theory, American Mathematical Society 1984.
- Editor com Yoav Moriah e Bronislaw Wajnryb, Geometric topology: Joint U.S.-Israel Workshop on Geometric Topology, June 10-16, 1992, Technion, Haifa, Israel, American Mathematical Society 1994.
- com Ying-Qing Wu: Toroidal Dehn fillings on hyperbolic 3-manifolds, American Mathematical Society 2008.
- com John Luecke: Non-integral toroidal Dehn surgeries. Comm. Anal. Geom. 12 (2004), no. 1–2, 417–485.
- Boundary slopes of punctured tori in 3 -manifolds. Trans. Amer. Math. Soc. 350 (1998), no. 5, 1713–1790.
- com John Luecke: Reducible manifolds and Dehn surgery. Topology 35 (1996), no. 2, 385–409.
- Dehn surgery on knots. Proceedings of the International Congress of Mathematicians, Vol. I, II (Kyoto, 1990), 631–642, Math. Soc. Japan, Tokyo, 1991.
- com John Luecke: Knots are determined by their complements. J. Amer. Math. Soc. 2 (1989), no. 2, 371–415.
- com Andrew Casson: Reducing Heegaard splittings. Topology Appl. 27 (1987), no. 3, 275–283.
- com Marc Culler, John Luecke, Peter Shalen: Dehn surgery on knots. Ann. of Math. (2) 125 (1987), no. 2, 237–300.
- com Andrew Casson: Cobordism of classical knots, in A. Marin, L. Guillou  A la recherche de la topologie perdue, Progress in Mathematics, Birkhäuser 1986.
- com Rick Litherland: Incompressible planar surfaces in 3 -manifolds. Topology Appl. 18 (1984), no. 2–3, 121–144.
- com John Conway: Knots and links in spatial graphs. J. Graph Theory 7 (1983), no. 4, 445–453.
- com Andrew Casson On slice knots in dimension three, Proc. Symp. Pure Math., Volume 32, American Mathematical Society 1978.
- com Rick Litherland: On the signature of a link. Invent. Math. 47 (1978), no. 1, 53–69.